# ジョン・ケイ (紡績機)
ジョン・ケイ（John Kay）は、イギリス、ランカシャー州ウォリントン（現在はチェシャー州に属する）出身の時計職人。リチャード・アークライトと共に1768年水力紡績機を発明したことで知られている。これは産業革命の中で、繊維産業の発展の上での画期的な事件となったものである。約30年ほど前に「飛び杼」を発明したジョン・ケイと混同されやすいが、別人である。

## トーマス・ハイズとケイ
1763年、ケイは既婚の時計職人としてグレーター・マンチェスターのリーに住んでいた。隣人のトーマス・ハイズは発明家で、2人は協力して繊維機械の実験をしていた。2人がどういう技術に取り組んで何を成し遂げたかについては、後にいくつかの物議を醸した訴訟の主題となったが、少なくともローラーを使った紡績を研究していたと見られる。
1763年には織機は大いに自動化されていたが、紡績は未だに糸車を使っていた。糸車を機械式ローラーで置換する研究は18世紀前半から行われており、ルイス・ポールが1738年に最初の機械を作っているが、実用化にはさらなる開発が必要だった。
彼らは試作機を作ったが、資本がなかったために3年間の研究は限定的なものとなり、設計を完成させることはできなかった。

## リチャード・アークライトとケイ

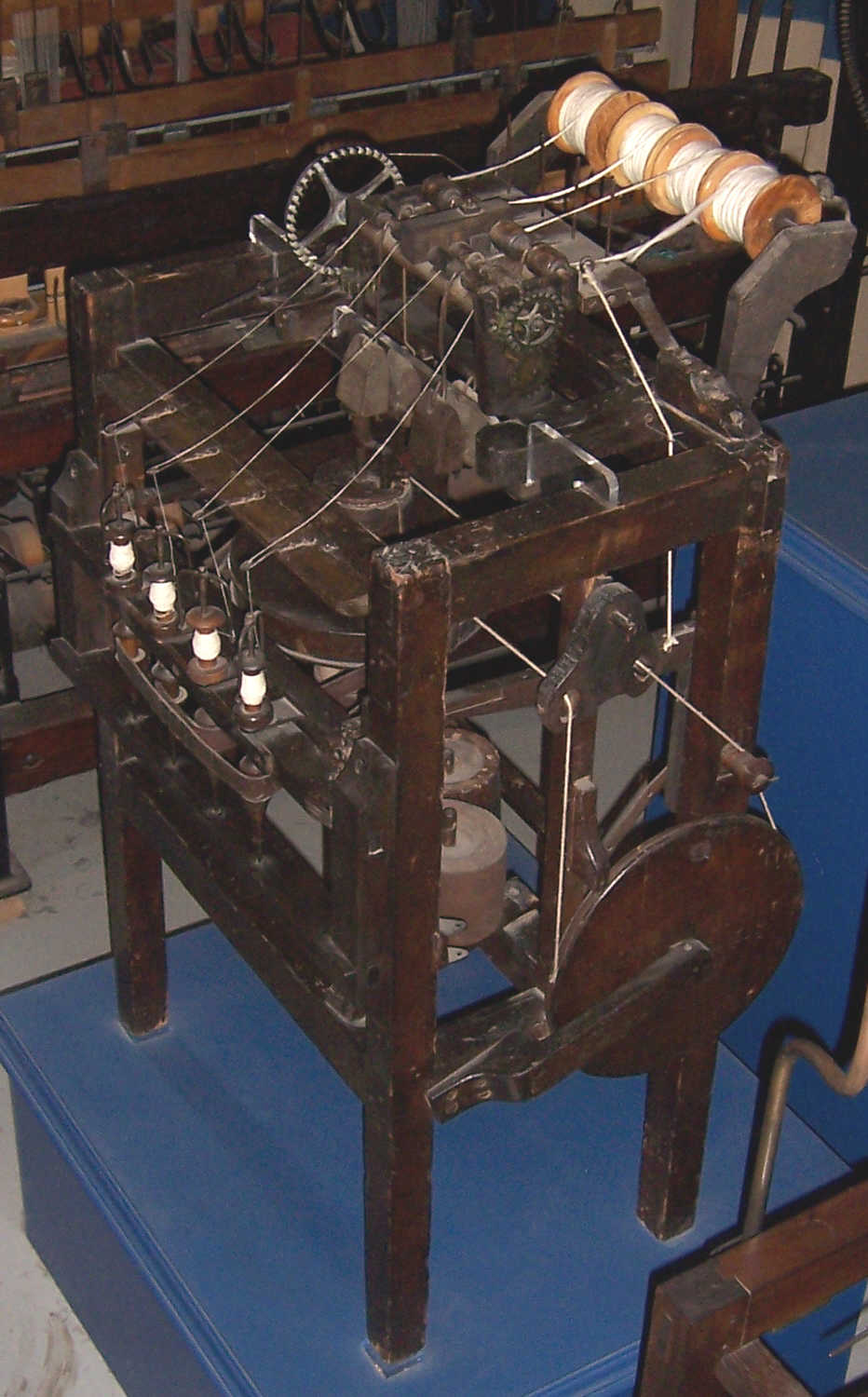
アークライトの水力紡績機 (1775)

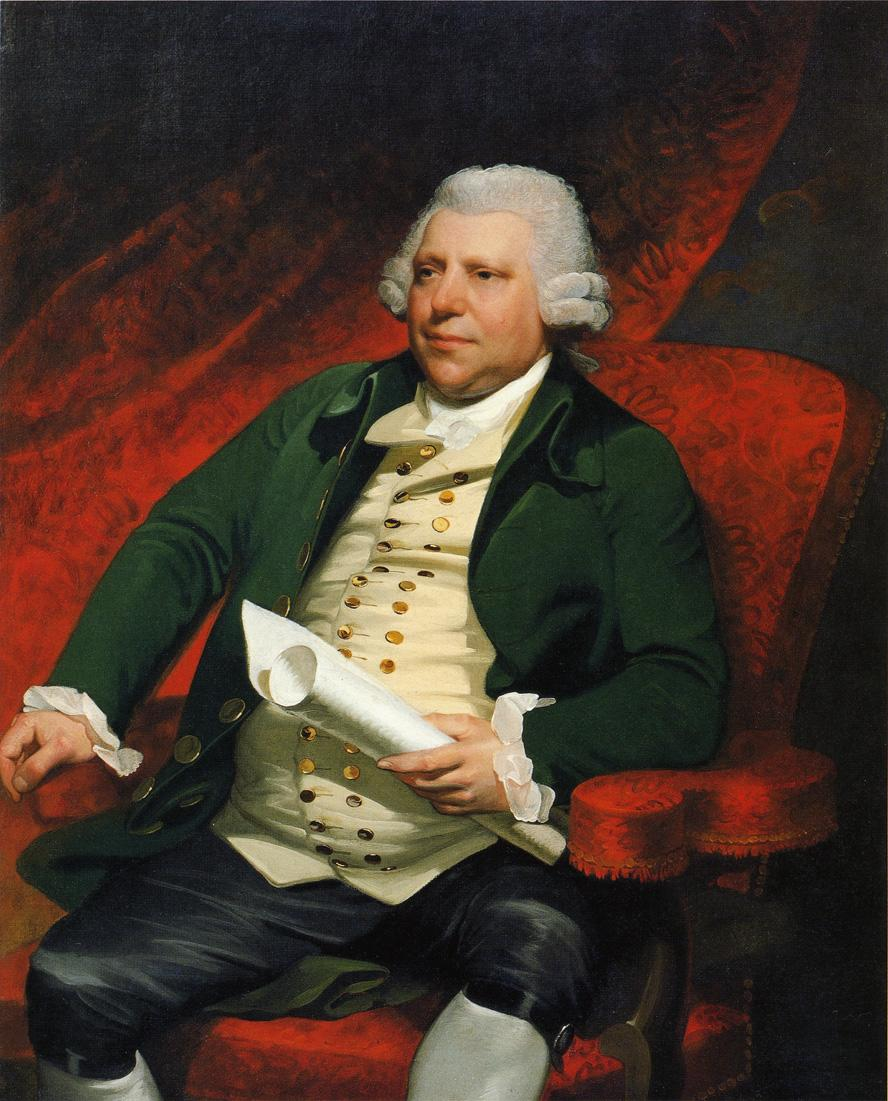
リチャード・アークライト (1790)

アークライトがケイと彼の紡績機のアイディアを拾い上げて、ケイと共に紡績機を作り上げ、後に水力紡績機（water frame）を生み出すにいたるような仕事へと発展させた。水力紡績機は、ケイやハイズの名前なしに、ほとんどアークライト1人の功績と称えられている。
1767年、かつらを製造販売していた起業家のリチャード・アークライトは、ケイの時計職人としての腕を買い真鍮製ホイールを作らせた（表面上は「永久機関」を作ろうとしたものとされている）。6カ月後、ケイがウォリントンに戻った後、アークライトは彼を説得してローラーを使った紡績機を作らせた。1767年にケイがアークライトのために作った試作機がその後の紡績機の元になった。
1780年代の特許訴訟以降、様々な主張がなされた。アークライトがケイと会う前からその設計を思い浮かべていたという説、ケイがハイズのアイデアを盗んでアークライトに伝えたという説、ケイが機械を組み立てただけでなく設計も行ったとする説がある。
ケイの試作品の実用性に納得したアークライトは、1768年にプレストンに場所を移し、表向きは経度測定器を開発していると称し、ケイに紡績機を改良させた。作業場で何をしているかは秘密で、しかも奇妙なハミングノイズが聞こえてくることから、魔女術を行っていると告発されたことがある。アークライトはまだ裕福ではなかったが、ケイを「使用人」として連れてきており、21年間雇用するためと秘密を守ってもらうためにケイには債権を与えていた。
その後ノッティンガムに移り、1769年に彼らの考案した機械を使った工場を建設。同年、アークライトが特許を取得しているが、そこにケイの名はなかった。ノッティンガムの発明家ジェームズ・ハーグリーブスからその特許のことを聞いたケイは、自分こそが真の発明者だとハーグリーブスに伝えた。アークライトはケイがハーグリーブスに設計を漏らしたとして告発し、2人は袂を分かった。ケイも負けじとアークライトが工具を盗んだと告発し、アークライトも反訴した。最終的にケイはアークライトのノッティンガムの家から出て（それまでそこに住んでいた）、完全に2人の関係は解消された。

## その後
1769年に最初に建設したノッティンガム工場は馬を動力源とするものだったが、馬の餌代がかさみ、利益が上がらなかった。しかし考え方が間違っていないことは証明されたので、アークライトは投資家を募って改良を加えた水力工場を建設した。クロムフォードに1771年に建設した工場はダーウェント川から水で水車を回して動力源とした。それにより産業革命が起き、アークライトらは裕福になったが、ケイは除け者だった。
1781年、アークライトは特許無効で訴えられる。4年後、ハイズとケイとケイの妻が、ケイを通してアークライトがハイズの設計を盗んだと証言した。ケイは自分がアークライトの悪事に加担したと証言したことになり、その真実性が疑問視された。しかし問題は知的財産権の窃盗ではなく、ハイズという先例があってアークライトの特許の新規性が疑わしいという点であり、陪審は（真の発明者が誰かという点は問わず）アークライトの特許を無効とした。陪審はアークライトに不利な評決をしたが、特許権がハイズやケイに移されたわけではない。